# شارلوت هوب
شارلوت هوب (بالإنجليزية: Charlotte Hope)‏ هي ممثلة بريطانية، ولدت في 14 أكتوبر 1991 بإنجلترا في المملكة المتحدة.

## أعمال

### أفلام
- (2012) البؤساء
- (2014) نظرية كل شيء[5][6]
- (2016) الحلفاء[7]
- (2018) الراهبة

### المسلسلات
• (2013-2016) صراع العروش

## وصلات خارجية
- شارلوت هوب على موقع IMDb (الإنجليزية)
- شارلوت هوب على موقع ألو سيني (الفرنسية)
- شارلوت هوب على موقع أول موفي (الإنجليزية)
- شارلوت هوب على موقع قاعدة بيانات الفيلم (الإنجليزية)
- شارلوت هوب على موقع كينوبويسك (الروسية)